# Дмитрук Володимир Іванович
Дмитрук Володимир Іванович (*10 січня 1976 р., с. Хороша Липовецького р-ну Вінницької обл.) — дослідник історії України та міжнародних відносин другої половини XX століття, краєзнавець, відповідальний секретар Національної спілки краєзнавців України,  Почесний краєзнавець України (2012). Заслужений працівник культури України (2022).

## Біографія
1993-98 — навчався у Вінницькому державному педагогічному університеті ім. М. Коцюбинського. 1998–2001 — аспірант, 2001–2002 — молодший науковий співробітник, 2002–2004 — науковий співробітник, з 2004 — старший науковий співробітник відділу регіональних проблем історії України Інституту історії України НАН України. 2002 року захистив кандидатську дисертацію на тему «Реакція українського суспільства на події 1968 року в Чехословаччині: громадська думка, форми протесту, позиція владних структур».
З 2003 — член правління Всеукраїнської спілки краєзнавців. З 2012 — відповідальний секретар НСКУ.

## Основні праці

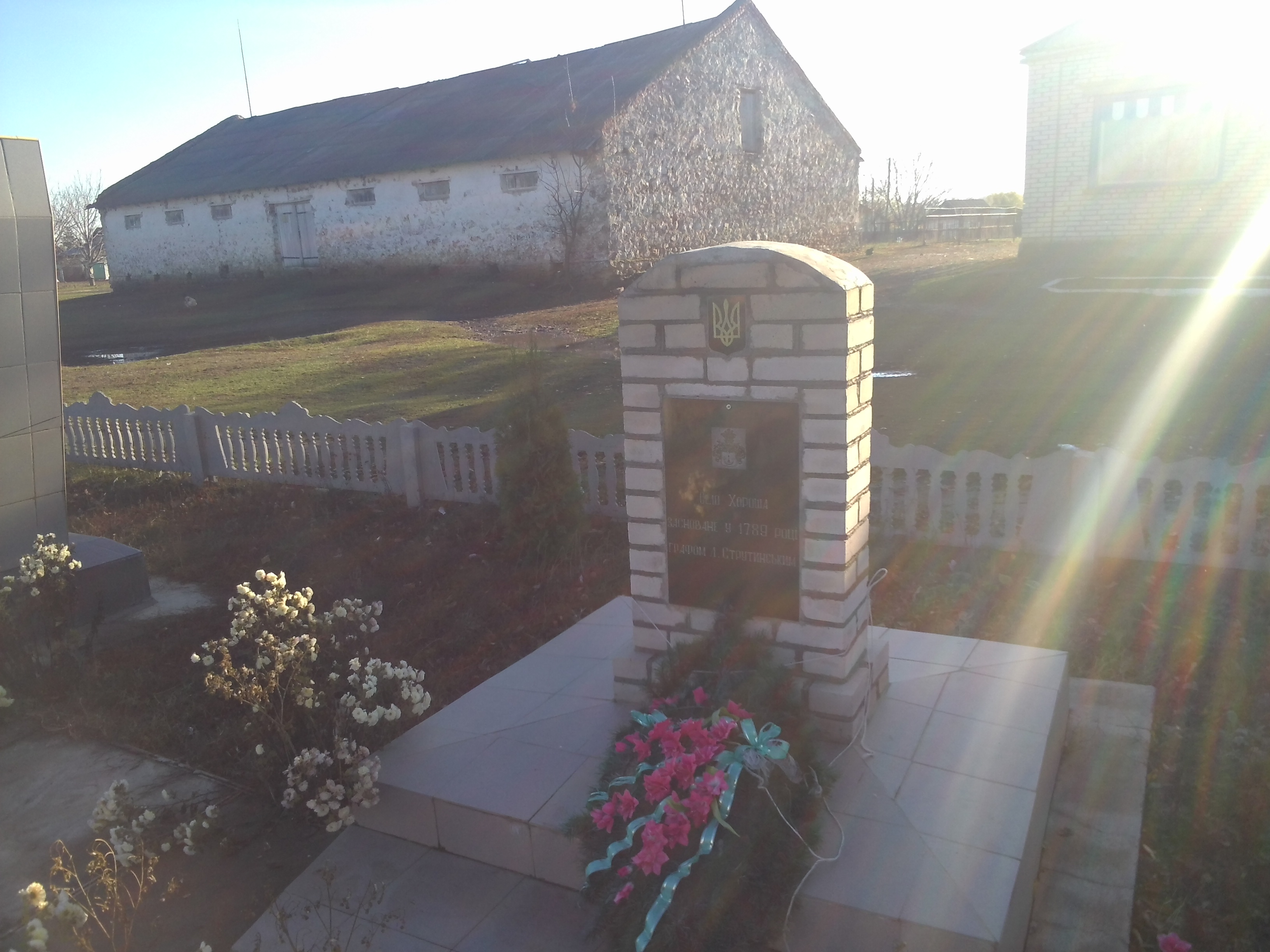
Пам'ятний знак на честь заснування с. Хороша графом Л. Струтинським, одним із ініціаторів встановлення якого був Володимир Дмитрук

- Україна не мовчала: Реакція українського суспільства на події 1968 року в Чехословаччині. — К., 2004.
- ІІІ з'їзд Всеукраїнської спілки краєзнавців (29-30 жовтня 2003 р.): Мат. та докум. — К., 2004 (упоряд., у співавт.).
- Комплексна програма розвитку краєзнавства на період до 2010 р. та перспективи її реалізації на Вінниччині // Студії з архівної справи та документознавства. — Т. 9. — К., 2003.
- Перший секретар ЦК КПУ П. Ю. Шелест в чехословацьких подіях 1968 року // Історія України. Маловідомі імена, події, факти: Зб. ст. — Вип. 12. — К., 2001.
- Документи державного архівного фонду України про події 1968 року в Чехословаччині та реакцію українського суспільства // Історія України. Маловідомі імена, події, факти: Зб. ст. — Вип. 13. — К., 2001.